# Danh sách phim VTV phát sóng năm 2011
Đây là danh sách phim VTV phát sóng trong năm 2011.
←2010 - 2011 - 2012→

## Phim Tết Nguyên Đán

### VTV1
Những bộ phim này phát sóng từ 20:05 đến 20:55 trên VTV1 trong dịp Tết Nguyên Đán Tân Mão.
| Thời gian              | Tên                  | Số tập | NSX           | Đoàn làm phim | Bài hát chủ đề                                            | Thể loại            | Ghi chú                                  |
| ---------------------- | -------------------- | ------ | ------------- | --- | --------------------------------------------------------- | ------------------- | ---------------------------------------- |
| 24 tháng 1 - 1 tháng 2 | Tháng củ mật         | 9      | FPT Media     | Nguyễn Danh Dũng (đạo diễn); Đặng Thiếu Ngân, Vũ Hạnh (biên kịch); Công Lý, Vân Dung, Quang Thắng, Xuân Tùng, Hồ Liên, Tiến Đạt, Như Quỳnh, Lý Thanh Kha, Kim Xuyến, Hải Anh... | Tình khúc xuân Trình bày: Thùy Chi                        | Hài kịch, nông thôn | Phát sóng từ ngày 21 đến 29 Tết.         |
| 7 - 11 tháng 2         | Ai cũng có Tết       | 5      | VTV và TVPlus | Nguyễn Phương Điền (đạo diễn); Hoàng Anh (biên kịch); Bình Minh, Tú Vi, Hoài Linh, Cát Phượng, Lê Bình, Thanh Thủy, Công Ninh, Kim Phượng, Ngọc Thảo, Hoàng Phi, Văn Huy, Nguyên Khôi, Ánh Hồng... | Bắt sóng cảm xúc Sáng tác: Wanbi Tuấn Anh                 | Hài kịch, gia đình  | Phát sóng từ mùng 5 đến mùng 9 Tết.      |
| 14 - 19 tháng 2        | Đếm ngược cho đến 30 | 6      | VFC           | Trịnh Lê Phong (đạo diễn); Đặng Dung, Vân Anh (biên kịch); Kim Oanh, Vi Cầm, Ánh Tuyết, Hồng Quang, Hữu Phương, Ngọc Quỳnh, Chí Trung, Diệu Hương, Thùy Dương, Xuân Tiến, Hồng Hạnh, Quang Huy, Phương Hạnh, Quang Hưng, Hải Anh, Quang Anh, Thu Hà, Văn Đô, Thu Lan, Quang Thắng, Thanh Dương, Thu Trang... | Nụ hôn bất ngờ Sáng tác: Đặng Duy Chiến Thể hiện: Mỹ Dung | Hài kịch, lãng mạn  | Phát sóng từ ngày 12 đến 17 tháng Giêng. |

### VTV3
Những bộ phim này phát sóng trên VTV3 vào dịp Tết Nguyên Đán Tân Mão.
| Thời gian              | Tên              | Số tập | NSX                    | Đoàn làm phim | Bài hát chủ đề                                                                | Thể loại           | Ghi chú                                                      |
| ---------------------- | ---------------- | ------ | ---------------------- | --- | ----------------------------------------------------------------------------- | ------------------ | ------------------------------------------------------------ |
| 31 tháng 1 - 6 tháng 2 | Một tuần làm dâu | 7      | VFC                    | Mai Hồng Phong (đạo diễn); Lê Thu Thủy, Đàm Vân Anh (biên kịch); Bảo Linh, Mạnh Quân, Lê Quỳnh Trang, Trần Hằng, Đoàn Trọng Bình, Huyền Thanh, Diệp Bích, Phạm Cường, Phạm Anh Dũng, Ngân Hoa, Hoài Anh, Lệ Mỹ, Hùng Nhân, Hoàng Tùng, Xuân Hảo, Xuân Nghĩa, Việt Thường... | Nơi mùa xuân đến Trình bày: Khánh Linh & Kiên Trung                           | Hài kịch, gia đình | Phát sóng 10:00-10:50 từ ngày 28 đến mùng 4 Tết              |
| 3 - 8 tháng 2          | C13 đón Tết      | 6      | VTV và Smart Media JSC | Đào Duy Phúc (đạo diễn); Đào Thùy Trang (biên kịch); Minh Hương, Lý Chí Huy, Thiện Tùng, Kim Xuyến, Phú Đôn, Lương Giang, Trúc Mai, Vĩnh Xương, Ngọc Thoa... | Xuân diệu kỳ Trình bày: Dương Hoàng Yến                                       | Hài kịch           | Phát sóng 22:00-22:50 từ mùng 1 đến mùng 6 Tết               |
| 9 - 13 tháng 2         | Nụ hôn đầu xuân  | 5      | V-Art Films            | Nguyễn Hữu Phần, Xuân Phước (đạo diễn); Đỗ Phú Vinh, Nguyễn Hữu Phần (biên kịch); Đan Trường, Nguyệt Ánh, Hoài Linh, Châu Gia Kiệt, Huỳnh Đông, Ngọc Xuân, Thùy Dung, Huỳnh Anh Tuấn, Uyên Trinh, Huỳnh Văn Đua, Hải Lý, Ngọc Tường, Quỳnh Như, Kiều Loan...                | Nụ hôn đầu Trình bày: Hoàng Nghi Lâm Dây đủng đỉnh buồn Trình bày: Đan Trường | Hài kịch, lãng mạn | Phát sóng 22:15-23:00 từ mùng 7 Tết đến ngày 11 tháng Giêng. |

## VTV1 - Phim truyện giờ vàng

### Phim thứ Hai - thứ Tư
Những bộ phim này phát sóng từ 20:05 đến 20:55 các ngày từ thứ Hai đến thứ Tư trên kênh VTV1.
| Thời gian                                 | Tên                                                                                            | Số tập                                                                                         | NSX                                                                                            | Đoàn làm phim | Bài hát chủ đề                                                                                 | Thể loại                                                                                       | Ghi chú                                                                                        |
| ----------------------------------------- | ---------------------------------------------------------------------------------------------- | ---------------------------------------------------------------------------------------------- | ---------------------------------------------------------------------------------------------- | --- | ---------------------------------------------------------------------------------------------- | ---------------------------------------------------------------------------------------------- | ---------------------------------------------------------------------------------------------- |
| 21 tháng 2                                | Hãy cùng em điệu Sarikakeo                                                                     | 1/30                                                                                           | VTV và Southern Golden Film                                                                    | Trương Sơn Hải (đạo diễn); Hồng Xuân (biên kịch); Quang Sự, Lê Hà, Ngọc Thuận, Quốc Lâm, Hồng Kim Hạnh, Khả Sinh, Quốc Lâm, Minh Đáng, Quang Hiếu, Lê Nhật Anh Thư, Vũ Minh Hiền, Quách Tỉnh, Phi Điểu, Mã Văn Thắng, Duy Hòa... |                                                                                                | Lãng mạn, dân tộc                                                                              | Dừng phát sóng chỉ sau 1 tập do các đánh giá tiêu cực về nội dung sai lệch                     |
| 7 tháng 3 - 30 tháng 5                    | Xin thề anh nói thật                                                                           | 35                                                                                             | FPT Media                                                                                      | Phi Tiến Sơn, Nguyễn Hữu Trọng (đạo diễn); Nguyễn Quỳnh Trang (biên kịch); Danh Tùng, Jennifer Phạm, Hà Xuyên, Tiến Đạt, Minh Châu, Thúy Hạnh, Kim Hoàn, Lương Giang, Tuấn Quang, Đức Hải, Diệu Hương, Vân Hà, Diễm Hằng, Anh Quân, Minh Hà, Mai Hương, Cường Việt, Minh Phong, Ngọc Dung...                                                                                     | Xin thề anh nói thật Sáng tác: Đinh Mạnh Ninh Thật lòng yêu anh Sáng tác: Dương Hoàng Yến      | Lãng mạn, hài kịch                                                                             |                                                                                                |
| 6 tháng 6 - 31 tháng 8                    | Chủ tịch tỉnh                                                                                  | 38                                                                                             | VFC                                                                                            | Bùi Huy Thuần, Bùi Quốc Việt (đạo diễn); Đình Kính (biên kịch); Phạm Cường, Trần Nhượng, Minh Hòa, Tạ Minh Thảo, Lệ Thu, Tiến Mộc, Thanh Hiền, Minh Hằng, Đức Khuê, Vi Cầm, Văn Anh, Thanh Hoa, Ngọc Quỳnh, Vân Anh, Thùy Hương, Hồng Sơn, Trần Thụ, Thế Bình, Hương Dung, Phú Thăng, Thanh Nhàn, Thanh Duyên, Anh Thái, Tiến Minh, Linh Huệ, Phương Hạnh, Hoàng Yến, Sĩ Toàn... | Dòng đời Trình bày: Tiến Minh                                                                  | Chính luận                                                                                     |                                                                                                |
| 5 tháng 9 - 5 tháng 12                    | Phát lại phim Những đứa con biệt động Sài Gòn (phần 1), ra mắt lần đầu trên THVL vào cùng năm. | Phát lại phim Những đứa con biệt động Sài Gòn (phần 1), ra mắt lần đầu trên THVL vào cùng năm. | Phát lại phim Những đứa con biệt động Sài Gòn (phần 1), ra mắt lần đầu trên THVL vào cùng năm. | Phát lại phim Những đứa con biệt động Sài Gòn (phần 1), ra mắt lần đầu trên THVL vào cùng năm. | Phát lại phim Những đứa con biệt động Sài Gòn (phần 1), ra mắt lần đầu trên THVL vào cùng năm. | Phát lại phim Những đứa con biệt động Sài Gòn (phần 1), ra mắt lần đầu trên THVL vào cùng năm. | Phát lại phim Những đứa con biệt động Sài Gòn (phần 1), ra mắt lần đầu trên THVL vào cùng năm. |
| 6 tháng 12 năm 2011 - 17 tháng 4 năm 2012 | Vòng tròn cạm bẫy                                                                              | 52                                                                                             | VTV, IBGroup và Tincom Media                                                                   | Bùi Tuấn Dũng (đạo diễn); Hồng Anh, Bùi Tuấn Dũng (biên kịch); Minh Tiệp, Tuấn Tú, Thanh Thúy, Thiên Bảo, Tăng Bảo Quyên, Kha Ly, Lân Bích, Minh Đức, Hoài An, Mai Dũng, Bảo Trí, Minh Tuyền, Hứa Minh Đạt, Quách Hữu Lộc, Quách Ngọc Tuyên, Ngọc Lan, Huỳnh Anh Tuấn, Trần Chí Trung, Công Nương, Nam Thư, Công Ninh, Cung Phong, Lâm Na Anh...                                 | Vòng tròn cạm bẫy Trình bày: Phạm Anh Khoa & Maya                                              | Doanh nghiệp                                                                                   | Dựa theo tiểu thuyết Trung Quốc cùng tên của tác giả Thị Hà Vũ                                 |

### Phim thứ Năm - thứ Sáu
Những bộ phim này phát sóng từ 20:05 đến 20:55 thứ Năm và thứ Sáu trên kênh VTV1.
| Thời gian                                 | Tên                                          | Số tập | NSX | Đoàn làm phim | Bài hát chủ đề                                                                        | Thể loại            | Ghi chú                                     |
| ----------------------------------------- | -------------------------------------------- | ------ | --- | --- | ------------------------------------------------------------------------------------- | ------------------- | ------------------------------------------- |
| 18 tháng 3 - 22 tháng 7                   | Cảnh sát hình sự: Ngôi biệt thự màu tro lạnh | 36     | VFC | Bùi Huy Thuần, Bùi Quốc Việt (đạo diễn); Nguyễn Long Khánh (biên kịch); Thế Bình, Đỗ Kỷ, Minh Hòa, Lan Hương 'Bông', Trung Anh, Nguyễn Hải, Trần Nhượng, Minh Tuấn, Tạ Minh Thảo, Hồng Sơn, Phú Thăng, Tuấn Cường, Việt Thắng, Tạ Quang Thắng, Đào Trúc Mai, Quỳnh Tứ, Thúy Phương, Bình Xuyên, Linh Huệ, Hoàng Anh Vũ, Hoàng Mai, Quang Hà, Nguyễn Mạnh Cường, Thanh Thảo, Hải Anh, Thu Hiền, Lan Anh... | Trở về cát bụi Trình bày: Tiến Minh                                                   | Hình sự, chính luận | Phát sóng 1 tập vào thứ Ba, ngày 31 tháng 5 |
| 28 tháng 7 - 11 tháng 11                  | Cảnh sát hình sự: Chỉ còn lại tình yêu       | 30     | VFC | Vũ Minh Trí (đạo diễn); Đặng Minh Châu (biên kịch); Thiên Bảo, Việt Anh, Huyền Trang, Phùng Thu Huyền, Thanh Hiền, Vũ Phan Anh, Hà Thu, Khánh Chi, Đào Hoàng Yến, Thanh Tú, Hoàng Hải, Đào Văn Bích, Phương Oanh, Hoàng Minh, Duy Thanh, Minh Phương, Quốc Quân, Công Chi, Công Lý, Ngọc Quang... | Đến nơi bình yên Trình bày: Lưu Hương Giang Chỉ còn lại tình yêu Trình bày: Tiến Minh | Hình sự, lãng mạn   |                                             |
| 17 tháng 11 năm 2011 - 2 tháng 3 năm 2012 | Rừng chắn cát                                | 28     | VFC | Nguyễn Danh Dũng, Triệu Tuấn (đạo diễn); Nguyễn Thiên Vỹ (biên kịch); Văn Kha, Quang Sự, Hồng Quân, Ngọc Dung, Hoàng Linh, Đăng Lưu, Thanh Tùng, Việt Thắng, Văn Hải, Thùy Trang, Lan Anh, Đào Duyên, Thu Hà, Thúy Hạnh, Vi Cầm, Xuân Thịnh... | Phi lao hát Trình bày: Phương Anh                                                     | Lãng mạn, học đường |                                             |

## VTV3 - Phim truyện giờ vàng

### Phim thứ Hai - thứ Tư
Những bộ phim này phát sóng từ 21:10 đến 22:00 các ngày từ thứ Hai đến thứ Tư trên kênh VTV3.
| Thời gian                                  | Tên                      | Số tập | NSX            | Đoàn làm phim | Bài hát chủ đề                                                                                   | Thể loại               | Ghi chú                                             |
| ------------------------------------------ | ------------------------ | ------ | -------------- | --- | ------------------------------------------------------------------------------------------------ | ---------------------- | --------------------------------------------------- |
| 8 tháng 3 - 20 tháng 4                     | Anh chàng vượt thời gian | 18/36  | Smartbiz.pro   | Hoàng Thiên Trụ (đạo diễn); Trương Thị Ngọc Ngân (biên kịch); Hứa Vĩ Văn, Nhã Phương, Kim Hiền, Thu Minh, Huỳnh Anh Tuấn, Nhan Phúc Vinh, Don Nguyễn, Thủy Hương... |                                                                                                  | Giả tưởng              | Dừng sau nửa số tập đầu do phản hồi tiêu cực        |
| 25 tháng 4 - 22 tháng 8                    | Lời thú nhận của Eva     | 52     | Galaxy Studio  | Nguyễn Mạnh Hà (đạo diễn); Trịnh Đan Phượng, Ngọc Anh, Nguyễn Việt, Trịnh Cẩm Hằng, Nguyễn Thu Thủy, Nguyễn Mỹ Trang, Đoàn Mai Hoa (biên kịch); Phan Minh Huyền, Hứa Vĩ Văn, Chiều Xuân, Thanh Tú, Lê Quốc Thắng, Minh Hà, Trần Đức, Chí Trung, Tuyết Liên, Nguyễn Văn Đức, Lê Văn Học... | Em đã yêu anh Trình bày: Dương Hoàng Yến Mơ được bên nhau Trình bày: Dương Hoàng Yến & Khắc Hiếu | Lãng mạn, hài kịch     | Là phần 2 của bộ phim Bí mật Eva.                   |
| 23 tháng 8 - 21 tháng 11                   | Người mẫu                | 39     | Kiet Tuong LLC | Nguyễn Minh Chung (đạo diễn); Bình Minh, Thanh Hằng, Trương Thế Vinh, Trương Minh Cường, Lê Bình, Lân Bích, Đức Thịnh, Huệ Minh, Sơn Tùng, Xuân Lan, Dương Mỹ Linh, Trần Thu Kiều, Anh Tuấn, Bảo Trúc...                                                                                  | Có những nuối tiếc Trình bày: Huy Tuấn và Hồ Ngọc Hà                                             | Lãng mạn, doanh nghiệp | Dựa theo phim truyền hình Hàn Quốc Người mẫu (1997) |
| 23 tháng 11 năm 2011 - 29 tháng 2 năm 2012 | Khát vọng thượng lưu     | 40     | VietCom Film   | Nguyễn Dương (đạo diễn); Nam Quốc Team (biên kịch); Bình Minh, Vũ Thu Phương, Elly Trần, Hiếu Hiền, Nguyễn Dương, Trung Dân, Kim Phương, Quốc Thuận, Thu Tuyết, Dương Nhật Vy, Lê Thiện, Tuyết Trinh...                                                                                   | Khát vọng thượng lưu Trình bày: Nguyễn Đình Vũ                                                   |                        |                                                     |

### Phim thứ Năm - thứ Sáu
Những bộ phim này phát sóng từ 21:10 đến 22:00 thứ Năm và thứ Sáu trên kênh VTV3.
| Thời gian                                | Tên                           | Số tập                   | NSX                     | Đoàn làm phim | Bài hát chủ đề | Thể loại           | Ghi chú |
| ---------------------------------------- | ----------------------------- | ------------------------ | ----------------------- | --- | --- | ------------------ | --- |
| 11 tháng 2 - 15 tháng 4                  | Cảnh sát hình sự: Đầm lầy bạc | 20                       | VFC                     | Bùi Quốc Việt (đạo diễn); Trần Thục Uyên, Nguyễn Trung Dũng (biên kịch); Trần Đức, Thanh Quý, Tạ Minh Thảo, Tùng Dương, Thanh Hoa, Tuấn Cường, Hoàng Hải, Pha Lê, Quang Sự, Bảo Anh, Chu Hùng, Phùng Tiến Minh, Quỳnh Tứ, Nguyễn Hải, Hoàng Tùng, Văn Báu... | Đến nơi bình yên Trình bày: Lưu Hương Giang                                                                        | Hình sự            | Tập 10 phát sóng vào thứ Bảy, ngày 12 tháng 3 |
| 21 tháng 4 - 9 tháng 9                   | Huyền sử thiên đô             | 42 Phần 1: 20 Phần 2: 22 | VTV và World Star Group | Đặng Tất Bình, Phạm Thanh Phong, Nguyễn Thế Vinh, Phạm Duy Thanh (đạo diễn); Nguyễn Mạnh Tuấn (biên kịch); Công Dũng, Bebe Phạm, Duy Thanh, Trung Dũng, Bá Anh, Trí Tuệ, Hà Xuyên, Giáng My, Trần Tường, Thu Quỳnh, Trọng Khôi, Trần Nhượng, Viết Liên, Thu Hiền, Hoàng Long, Lâm Tùng, Rich Ting Nguyễn, Tuấn Phong, Quân Anh, Xuân Nam, Huy Trinh, Bảo Nam, Hoài Nam, Tùng Linh, Tạ Vũ Thu, Trịnh Mai Nguyên, An Ninh, Bình Xuyên, Phú Đôn... | Bài hát mở đầu "Huyền sử thiên đô Trình bày: Tùng Dương Bài hát kết thúc "Huyền sử thiên đô Trình bày: Hương Giang | Lịch sử            | Sản xuất để chào mừng kỷ niệm 1000 năm Thăng Long - Hà Nội. Ban đầu dự kiến 72 tập (3 phần) nhưng dừng sản xuất do thiếu hụt ngân sách.                |
| 15 tháng 9 năm 2011 - 5 tháng 7 năm 2012 | Cầu vồng tình yêu             | 85 Phần 1: 50 Phần 2: 35 | VFC và MESA             | Vũ Hồng Sơn, Trọng Trinh, Bùi Tiến Huy (đạo diễn); Đặng Thiếu Ngân, Đặng Diệu Hương, Nguyễn Thu Thủy, Vân Anh, Hồng Hạnh (biên kịch); Hồng Đăng, Hồng Diễm, Anh Thái, Trọng Trinh, Tạ Am, Hương Dung, Kim Oanh, Hải Anh, Phan Anh, Huỳnh Anh, Diệu Hương, Đan Lê, Kim Ngân, Hoàng Xuân, Minh Tiến, Lương Giang, Lưu Huyền Trang, Viết Thái, Thu Hương, Hằng Nga, Vũ Thu Hoài, Thanh Dương, Đồng Thanh Bình, Tiến Ngọc, Khôi Nguyên, Hữu Độ, Thanh Tân, Văn Toản, Tiến Mộc, Ngọc Thoa, Nông Dũng Nam, Phạm Minh Nguyệt, Đào Ngọc Tuấn, Ngọc Tản, Tuấn Dương... | Hãy mở cửa nhé tình yêu Trình bày: Hồ Quỳnh Hương Cảm ơn cuộc đời Trình bày: Artista Band                          | Gia đình, lãng mạn | Dựa theo phim truyền hình Hàn Quốc Vinh quang gia tộc (2008). Phát sóng 1 tập vào thứ Ba, 22 tháng 11. Bộ phim đầu tiên của VFC được ghi hình đồng bộ. |

## VTV3 - Rubic 8
Những bộ phim này phát sóng từ 14:30 đến 15:15 thứ Bảy và Chủ Nhật trên kênh VTV3.
| Thời gian                                  | Tên                   | Số tập | NSX                  | Đoàn làm phim | Bài hát chủ đề                                                          | Thể loại                            | Ghi chú |
| ------------------------------------------ | --------------------- | ------ | -------------------- | --- | ----------------------------------------------------------------------- | ----------------------------------- | ------- |
| 8 tháng 1 - 27 tháng 3                     | Nếu chỉ là giấc mơ    | 24     | VFC và Galaxy Studio | Nguyễn Tiến Dũng, Trần Quang Vinh (đạo diễn); Phạm Cường, Minh Hòa, Ngọc Thoa, Phùng Thu Huyền, Mạnh Trường, Hà My, Ngọc Quỳnh, Mẫn Đức Kiên, Bùi Thùy Linh, Sỹ Hoài, Hải Yến, Lê Quốc Thắng, Trần Chí Trung, Thùy Dương, Văn Bích... | Trong những giấc mơ Trình bày: Ngọc Anh & Tấn Minh                      | Gia đình                            |         |
| 2 tháng 4 - 17 tháng 7                     | Làm bố thật tuyệt     | 32     | Galaxy Studio        | Nguyễn Mạnh Hà (đạo diễn); Phương Hạnh, Thùy Trang, Hà Anh Thu, Phương Hoa, Mỹ Trang, Thu Thủy, Đan Phượng, Cẩm Hằng, Khánh Hà, Trần Thị Thu, Tường Anh (biên kịch); Danh Tùng, Đinh Hoàng Yến, Trần Chí Trung, Thanh Hà, Trịnh Xuân Thịnh, Như Quỳnh, Thanh Hiền, Đỗ Lan Hương, Thanh Mai, Trần Tuấn, Phạm Thu Thủy, Hoàng Linh...                                      | Làm bố thật tuyệt Trình bày: Mỹ Nhung & Khắc Hiếu                       | Hài kịch, lãng mạn, gia đình        |         |
| 23 tháng 7 - 7 tháng 8                     | Tiếng gọi từ trái tim | 6      | VFC                  | Nguyễn Tiến Quang (đạo diễn); Đặng Linh (biên kịch); Quỳnh Trang, Ngô Hồng Thái, Anh Đức, Quốc Trị, Thùy Liên, Hải Yến, Minh Tiến, Hồng Vân, Thu Hoài, Huệ Đàn, Huệ Hát, Nam Cường, Nguyễn Chí Thanh... | Nhịp phố Trình bày: Minh Châu                                           | Lãng mạn                            |         |
| 13 - 28 tháng 8                            | Sức ép tông đường     | 6      | VFC và Galaxy Studio | Trịnh Lê Phong (đạo diễn); Đặng Thiếu Ngân (biên kịch); Đức Khuê, Minh Hằng, Lê Mai, Thanh Tú, Đức Hiệp, Thái An, Vân Navy, Mạnh Thái, Thanh Huyền, Kim Thoa, Tùng Anh, Minh Phương, Đức Tiến... | Sức ép tông đường Trình bày: My Nhung, Hoài Nam, Quốc Huy & Phương Thùy | Hài kịch, gia đình                  |         |
| 3 tháng 9 - 18 tháng 12                    | Khúc ca cho tình nhân | 32     | VFC                  | Bùi Quốc Việt (đạo diễn); Hồng Vân, Trịnh Khánh Hà, Nguyễn Thu Hà, Nguyễn Thúy Minh (biên kịch); Trần Nhượng, Thanh Quý, Thanh Hiền, Huyền Thanh, Thanh Hoa, Kim Ngọc, Bảo Anh, Hoàng Anh Vũ, Tùng Anh, Chi Hoa, Hoàng Huy, Xuân Phương, Thanh Hoa, Diệp Anh, Hoàng Linh, Bích Nguyệt, Đức Hải, Thu Quỳnh, Phùng Tuấn Anh...                                             | Khúc ca cho tình nhân Trình bày: Tiến Minh                              | Lãng mạn                            |         |
| 24 tháng 12 năm 2011 - 12 tháng 3 năm 2012 | Mùa tinh khôi         | 24     | VFC và Galaxy Studio | Đào Duy Phúc (đạo diễn); Nguyễn Mỹ Trang, Nguyễn Thu Thủy, Trịnh Khánh Hà, Trịnh Đan Phượng, Trịnh Cẩm Hằng, Giáp Kiều Hưng, Mai Như Ngọc (biên kịch); Hương Giang, Viết Liên, Thùy Liên, Diệu Thuần, Đình Chiến, Vân Navy, Thành Trung, Lâm Tùng, Nhật Linh, Hồng Lê, Đỗ Lan Hương, Mạnh Hùng, Thái Duy, Thanh Ngọc, Thanh Duyên, Văn Dương, Đào Hùng, Doãn Quốc Đam... | Trong vắt môi cười Trình bày: Văn Mai Hương                             | Lãng mạn, gia đình, tuổi thành niên |         |